# Christian Hagist
Christian Hagist ist ein deutscher Volkswirt.

## Leben
Er studierte von 1998 bis 2003 als Stipendiat der Studienstiftung des Deutschen Volkes Volkswirtschaftslehre an der Albert-Ludwigs-Universität Freiburg und an der University of Wisconsin-Madison. Er war wissenschaftlicher Angestellter beim Forschungszentrum Generationenverträge in Freiburg im Breisgau und Visiting Scholar bei Laurence J. Kotlikoff an der Boston University. Nach der Promotion 2007 bei Bernd Raffelhüschen zum Dr. rer. pol. war er von 2007 bis 2014 als akademischer Rat an der Universität Freiburg. Nach der venia legendi 2012 für das Fach Volkswirtschaftslehre lehrt auf dem Lehrstuhl für Wirtschafts- und Sozialpolitik der WHU Vallendar.
Im Auftrag der Lobbyorganisation Die Familienunternehmer erstellte Hagist mit Bezug zur sogenannten Generationenbilanzierung im Jahr 2024 eine Studie.

## Schriften (Auswahl)
- Demography and social health insurance. An international comparison using generational accounting. Baden-Baden 2008, ISBN 978-3-8329-3285-5.
- mit Stefan Moog und Bernd Raffelhüschen: A generational accounting analysis of Sweden. Freiburg im Breisgau 2012.
- mit Natalie Laub, Alf Erling Risa und Bernd Raffelhüschen: Pension reform in Norway – A European perspective. Freiburg im Breisgau 2014.
- mit Daniel Ehing und Tobias Saal: Pflegeverläufe im Spiegel von Routinedaten der GKV. Eine Analyse für die Jahre 2003 bis 2010. Vallendar 2016.